# Herkules New Yorkban
A Herkules New Yorkban (Hercules in New York) Arnold Schwarzenegger első filmje, amiben az Olümposzról száműzött félistent, Herkulest alakítja, akit apja, Zeusz a földre küld, hogy tanuljon az emberektől. A történet szerint mindig bajba keveredik naivitása és jó szíve miatt.

## Cselekmény
Az Olümposzon Zeusz fia, Herkulessel szidja az apját, amiért nem engedi, hogy elhagyja az istenek lakhelyét és a halandók világába lépjen. Zeusz megunja fiát és egy villámcsapással ledobja az Olümposzról, megadva ezzel Herkulesnek, amit akart.
Néhány különös légi és tengeri kaland után Herkules megérkezik New Yorkba és találkozik a városlakókkal. Bár ők fizikailag felsőbbrendűnek tartják a hőst, társas szituációkban esetlennek látják, ami számos humoros helyzetet eredményez. A főhős találkozik egy Ropi nevű vékony férfival, nemsokára pedig sikeres profi pankrátorrá válik.
Zeusz, miközben az Olümposz hegyéről figyeli Herkulest, bosszankodik fia bohóckodásain, amelyek szerinte nevetségessé teszi az isteneket. Merkúrhoz, majd Nemesziszhez fordul, hogy állítsák meg Herkulest. Miután Hermész sikertelenül próbálja hazahozni Herkulest, Zeusz megparancsolja Nemeszisznek: száműzze Herkulest a pokol birodalmaiba, amelyek Plútó hatalma alatt állnak. Juno, a hős féltékeny mostohaanyja saját terveket sző Zeusz önfejű utódjával kapcsolatban. 
A végső apokaliptikus csatában Herkulest a bibliai hős, Atlasz és Sámson meglepő érkezése menti meg.

## Szereplők
- Arnold Schwarzenegger (Herkules)
- Arnold Stang (Ropi)
- Taina Elg (Nemeszisz)
- Deborah Loomis (Helen)
- Ernest Graves (Zeusz)
- Tanny McDonald (Juno)
- James Karen (A professzor)

## Érdekességek
- Arnold itt még olyan erős akcentussal beszélt angolul, hogy egy amerikai színésszel utólag újraszinkronizáltatták.[1]
- A Schwarzenegger név akkoriban nagyon nehezen kiejthető név volt, ezért a producer megváltoztatta Arnold Strongra,[2] amit később az új DVD kiadásokon már Schwarzenegger névvel adtak ki.